# Shut Up
『シャット・アップ』（Shut Up）は、アメリカの人気歌手、ニック・ラシェイのシングル。彼のソロデビューアルバム『Soul0』に収録されている。
多大な費用をかけたコマーシャルはUSチャートにランクインできないという失敗におわり、ニック・ラシェイのほろ苦いデビューとなった。